# Xestoleberis rangiroaensis
Xestoleberis rangiroaensis is een mosselkreeftjessoort uit de familie van de Xestoleberididae. De wetenschappelijke naam van de soort is voor het eerst geldig gepubliceerd in 1984 door Hartmann.